# Olympische Sommerspiele 2016/Teilnehmer (Papua-Neuguinea)
| Gelbes Symbol für Goldmedaillen mit stilisierten Olympischen Ringen | Graues Symbol für Silbermedaillen mit stilisierten Olympischen Ringen | Braundes Symbol für Bronzemedaillen mit stilisierten Olympischen Ringen |
| ------------------------------------------------------------------- | --------------------------------------------------------------------- | ----------------------------------------------------------------------- |
| —                                                                   | —                                                                     | —                                                                       |

Papua-Neuguinea nahm an den Olympischen Spielen 2016 in Rio de Janeiro teil. Es war die insgesamt zehnte Teilnahme an Olympischen Sommerspielen. Das Papua New Guinea Sports Federation and Olympic Committee nominierte acht Athleten in sechs Sportarten.
Fahnenträger bei der Eröffnungsfeier war der Schwimmer  Ryan Pini.

## Teilnehmer nach Sportarten

### Boxen
| Athleten      | Wettbewerb              | 1. Runde            | 1. Runde | Achtelfinale  | Achtelfinale  | Viertelfinale | Viertelfinale | Halbfinale    | Halbfinale    | Finale        | Finale        | Rang          |
| Athleten      | Wettbewerb              | Gegner              | Ergebnis | Gegner        | Ergebnis      | Gegner        | Ergebnis      | Gegner        | Ergebnis      | Gegner        | Ergebnis      | Rang          |
| ------------- | ----------------------- | ------------------- | -------- | ------------- | ------------- | ------------- | ------------- | ------------- | ------------- | ------------- | ------------- | ------------- |
| Männer        |                         |                     |          |               |               |               |               |               |               |               |               |               |
| Thadius Katua | Leichtgewicht bis 60 kg | Adlan Abduraschidow | 0:3      | ausgeschieden | ausgeschieden | ausgeschieden | ausgeschieden | ausgeschieden | ausgeschieden | ausgeschieden | ausgeschieden | ausgeschieden |

### Gewichtheben
| Athleten   | Wettbewerb       | Reißen  | Reißen | Stoßen  | Stoßen | Zweikampf | Zweikampf | Rang |
| Athleten   | Wettbewerb       | Gewicht | Rang   | Gewicht | Rang   | Gewicht   | Rang      | Rang |
| ---------- | ---------------- | ------- | ------ | ------- | ------ | --------- | --------- | ---- |
| Männer     |                  |         |        |         |        |           |           |      |
| Morea Baru | Klasse bis 62 kg | 126     | 6      | 164     | 6      | 290       | 6         | 6    |

### Judo
| Athleten       | Wettbewerb | 1. Runde    | 1. Runde    | 2. Runde                                 | 2. Runde                                 | Viertelfinale                            | Viertelfinale                            | Halbfinale / Trostrunde                  | Halbfinale / Trostrunde                  | Finale / Platz 3                         | Finale / Platz 3                         | Rang                                     |
| Athleten       | Wettbewerb | Gegner      | Ergebnis    | Gegner                                   | Ergebnis                                 | Gegner                                   | Ergebnis                                 | Gegner                                   | Ergebnis                                 | Gegner                                   | Ergebnis                                 | Rang                                     |
| -------------- | ---------- | ----------- | ----------- | ---------------------------------------- | ---------------------------------------- | ---------------------------------------- | ---------------------------------------- | ---------------------------------------- | ---------------------------------------- | ---------------------------------------- | ---------------------------------------- | ---------------------------------------- |
| Männer         |            |             |             |                                          |                                          |                                          |                                          |                                          |                                          |                                          |                                          |                                          |
| Raymond Ovinou | bis 66 kg  | A. Bouchard | 000s0:100s0 | ausgeschieden in der Qualifikationsrunde | ausgeschieden in der Qualifikationsrunde | ausgeschieden in der Qualifikationsrunde | ausgeschieden in der Qualifikationsrunde | ausgeschieden in der Qualifikationsrunde | ausgeschieden in der Qualifikationsrunde | ausgeschieden in der Qualifikationsrunde | ausgeschieden in der Qualifikationsrunde | ausgeschieden in der Qualifikationsrunde |

### Leichtathletik
Laufen und Gehen 
| Athleten    | Wettbewerb | Runde 1 | Runde 1 | Halbfinale    | Halbfinale    | Finale        | Finale        | Rang |
| Athleten    | Wettbewerb | Zeit    | Rang    | Zeit          | Rang          | Zeit          | Rang          | Rang |
| ----------- | ---------- | ------- | ------- | ------------- | ------------- | ------------- | ------------- | ---- |
| Frauen      |            |         |         |               |               |               |               |      |
| Toea Wisil  | 100 m      | 11,48 s | 33      | ausgeschieden | ausgeschieden | ausgeschieden | ausgeschieden | 33   |
| Männer      |            |         |         |               |               |               |               |      |
| Theo Piniau | 200 m      | 22,14 s | 75      | ausgeschieden | ausgeschieden | ausgeschieden | ausgeschieden | 75   |

### Schwimmen
| Athleten  | Wettbewerb          | Vorlauf | Vorlauf | Halbfinale    | Halbfinale    | Finale        | Finale        | Rang |
| Athleten  | Wettbewerb          | Zeit    | Rang    | Zeit          | Rang          | Zeit          | Rang          | Rang |
| --------- | ------------------- | ------- | ------- | ------------- | ------------- | ------------- | ------------- | ---- |
| Männer    |                     |         |         |               |               |               |               |      |
| Ryan Pini | 100 m Schmetterling | 53,24 s | =30     | ausgeschieden | ausgeschieden | ausgeschieden | ausgeschieden | =30  |

### Taekwondo
| Athleten            | Wettbewerb        | Achtelfinale   | Achtelfinale | Viertelfinale | Viertelfinale | Hoffnungsrunde Halbfinale | Hoffnungsrunde Halbfinale | Halbfinale    | Halbfinale    | Hoffnungsrunde Finale | Hoffnungsrunde Finale | Finale        | Finale        | Rang          |
| Athleten            | Wettbewerb        | Gegner         | Ergebnis     | Gegner        | Ergebnis      | Gegner                    | Ergebnis                  | Gegner        | Ergebnis      | Gegner                | Ergebnis              | Gegner        | Ergebnis      | Rang          |
| ------------------- | ----------------- | -------------- | ------------ | ------------- | ------------- | ------------------------- | ------------------------- | ------------- | ------------- | --------------------- | --------------------- | ------------- | ------------- | ------------- |
| Frauen              |                   |                |              |               |               |                           |                           |               |               |                       |                       |               |               |               |
| Samantha Kassman    | Klasse über 67 kg | Bianca Walkden | 1:14         | ausgeschieden | ausgeschieden | ausgeschieden             | ausgeschieden             | ausgeschieden | ausgeschieden | ausgeschieden         | ausgeschieden         | ausgeschieden | ausgeschieden | ausgeschieden |
| Männer              |                   |                |              |               |               |                           |                           |               |               |                       |                       |               |               |               |
| Maxemillion Kassman | Klasse bis 68 kg  | Jaouad Achab   | 1:15         | ausgeschieden | ausgeschieden | ausgeschieden             | ausgeschieden             | ausgeschieden | ausgeschieden | ausgeschieden         | ausgeschieden         | ausgeschieden | ausgeschieden | ausgeschieden |